# Lippistes
Genre
Lippistes est un genre de mollusques gastéropodes appartenant à la famille des Capulidae. L'espèce-type est Lippistes cornu.

## Liste d'espèces
Selon World Register of Marine Species (28 septembre 2017) :
- Lippistes cornu (Gmelin, 1791)
- Lippistes tropaeum Melvill, 1912